# Oberdorf, Nidwalden
Oberdorf är en ort och kommun i kantonen Nidwalden, Schweiz. Kommunen består av ortsdelarna Oberdorf, Büren och Niederrickenbach. Oberdorf har 3 105 invånare (2023).